# Josef Plesner
Josef Plesner (né le 13 janvier 1911 à Ernstbrunn, mort le 31 octobre 1993 à Ebbs) un producteur de cinéma et directeur de la photographie autrichien.

## Biographie
Il est d'abord cadreur pour Fox. Il fait ainsi six voyages en Afrique de 1932 à 1938.
Il se fait un nom dans les genres du Kulturfilm, du cinéma sur la nature, du Heimatfilm et du cinéma de montagne. Il est le fondateur et directeur de la société de production cinématographique Plesner Film.

## Filmographie
- 1948 : Zehn Jahre später
- 1949 : Bergkristall
- 1950 : Funk und Sport
- 1951 : Der Fünfminutenvater
- 1951 : Gesetz ohne Gnade
- 1951 : Du siehst die Welt
- 1954 : Tiefland